# Šalka vas
Šalka vas je naselje v občini Kočevje.